# Silverrandig rundsill
Silverrandig rundsill (Spratelloides gracilis) är en fiskart som först beskrevs av Temminck och Schlegel, 1846.  Silverrandig rundsill ingår i släktet Spratelloides och familjen sillfiskar. IUCN kategoriserar arten globalt som livskraftig. Inga underarter finns listade i Catalogue of Life.